# ARPA-E
ARPA-E, ou Advanced Research Projects Agency–Energy, é uma agência do governo dos Estados Unidos encarregada de promover e financiar pesquisas e desenvolvimento de tecnologias avançadas de energia.

## Missão
Como a DARPA faz para a tecnologia militar, a ARPA-E destina-se a financiar pesquisas de alto risco e alta recompensa envolvendo laboratórios governamentais, indústria privada e universidades que, de outra forma, não poderiam ser realizadas. O ARPA-E tem quatro objetivos:
1. Trazer frescor, entusiasmo e senso de missão à pesquisa de energia que atrairá as melhores e mais brilhantes mentes dos EUA;
2. Concentrar-se em pesquisas criativas de energia de transformação que a indústria não pode ou não apoiará devido ao seu alto risco, mas que tem alto potencial de recompensa;
3. Utilizar uma organização do tipo ARPA que seja plana, ágil e esparsa, capaz de sustentar por longos períodos aqueles projetos cuja promessa permanece real, ao mesmo tempo em que elimina gradualmente os programas que não se mostram tão promissores quanto o previsto; e
4. Criar uma nova ferramenta para preencher a lacuna entre a pesquisa energética básica e o desenvolvimento/inovação industrial.[2]